# Мохамед Бакир ас-Садр
Мохамед Бакир ас-Садр (на арабски: محمد باقر الصدر) е иракски шиитски духовник, политик и философ.

## Биография
Роден е в Кадимия, Ирак във видното семейство ал-Садр, което произхожда от Джабал Амел в Ливан. Баща му умира през 1937 г., оставяйки семейството без пукната пара. През 1945 г. то се премества в свещения град Наджаф, където ал-Садр прекарва остатъка от живота си. Той е дете чудо, което на десет, изнася лекции за ислямската история, а на единадесет учи логика. На 24 години написва книга, която опровергава материалистичната философия. Ас-Садр завършва религиозното си обучение на религиозни семинари от Абу ал-Касим ал-Коей и Мухсин ал-Хаким, на възраст от 25 г., след което започва да преподава.
Първите му произведения са описаните подробно критики на марксизма, който представя ранните идеи за алтернативна ислямска форма на управление. Впоследствие той е запитан от правителството на Кувейт дали може да прецени как може да се управлява петролното богатство на страната в съответствие с ислямските принципи. Това довежда до сериозна работа по ислямското банкиране, което все още е в основата на съвременните ислямски банки.
Това привлича вниманието на партията Баас, което води до многобройни арести за аятолаха. Той често е подложен на изтезания, но продължава работата си след като е освободен.
През 1977 г. е арестуван след протестите в Наджаф, но е освободен по-късно, поради огромната му популярност. При освобождаването му обаче, е поставен под домашен арест. През 1980 г., след като пише в подкрепа на Ислямската революция в Иран, Ас-Садр отново е в затвора, измъчван и екзекутиран от режима на Саддам Хюсеин. Преди това е принуден да гледа мъченията и екзекуцията на сестра си, Амина ас-Садр. Твърди се, че Ас-Садр е убит с железен пирон, закован в главата му, и след това е запален. Погребан е във Вади-ус-Салаам, Наджаф.